# Kōyō Ozaki
Kōyō Ozaki (jap. 尾崎紅葉 Ozaki Kōyō; ur. 10 stycznia 1868 w Edo, zm. 30 października 1903), także Tokutarō Ozaki (尾崎徳太) – japoński pisarz, poeta i dziennikarz.
Urodzony w Edo, był synem wytwórcy figurek netsuke. Ukończył studia na Uniwersytecie Tokijskim, później współpracował z gazetą Yomiuri Shimbun. Był współtwórcą grupy literackiej Ken’yūsha, założył też własny magazyn literacki Garakuta Bunko. Studiował i popularyzował poezję haiku. Opublikował kilka powieści: Ninin bikuni irozange (1889), Kyara makura (1890), Futari nyōbō (1891), Sanninzuma (1892), Tajō takon (1896) i Konijiki-yasha (1902).
Jego uczniem i naśladowcą był Kyōka Izumi.